# Kabinet-Udenhout II
Het kabinet-Udenhout II was een Surinaams kabinet onder leiding van premier Wim Udenhout. In deze periode stond Suriname onder militair gezag en was Fred Ramdat Misier de president. Het kabinet regeerde van 1 januari 1985 tot en met 16 juli 1986.

## Samenstelling
De Vereniging Surinaams Bedrijfsleven (VSB) nam niet deel van Udenhout-II, waardoor de Associatie van Surinaamse fabrikanten (ASFA) beide zetels van het bedrijfsleven innam. Op 28 juni waren er twee mutaties, waardoor Kenneth Koole toetrad en Erik Tjon Kie Sim van posities wisselde. Ook voor dit kabinet gold dat het terugroeprecht van kracht was, waardoor alleen de leverende partij een kandidaat mocht terugroepen. Hierdoor was ook bij dit kabinet sprake van een relatief stabiele formatie.
| Ministerie                                               | Minister/mutatie                               | Opmerkingen             |
| -------------------------------------------------------- | ---------------------------------------------- | ----------------------- |
| Algemene Zaken                                           | Wim Udenhout (militairen)                      | tevens premier          |
| Arbeid                                                   | André Koornaar (PWO)                           |                         |
| Binnenlandse Zaken, Districtsbestuur en Volksmobilisatie | Jules Wijdenbosch (militairen)                 |                         |
| Buitenlandse Zaken                                       | Wim Udenhout / Erik Tjon Kie Sim (militairen)  | 28 juni 1985            |
| Financiën en Planning                                    | Normann Kleine (ASFA)                          |                         |
| Landbouw, Veeteelt, Visserij en Bosbouw                  | Imro Fong Poen (militairen)                    |                         |
| Leger en Politie                                         | Wilfred Maynard (militairen)                   |                         |
| Natuurlijke Hulpbronnen, Energie en Bosbouw              | Erik Tjon Kie Sim (militairen) / Kenneth Koole | 28 juni 1985            |
| Onderwijs, Wetenschappen en Cultuur                      | Allan Li Fo Sjoe (CLO)                         |                         |
| Openbare Werken, Telecommunicatie en Bouwnijverheid      | Erik Tjon Kie Sim (militairen)                 |                         |
| Sociale Zaken en Volkshuisvesting                        | Siegfried Gilds (C-47)                         |                         |
| Transport, Handel en Industrie                           | Imro Fong Poen (militairen)                    |                         |
| Volksgezondheid                                          | Robert van Trikt (ASFA)                        |                         |
| Sport en Jeugdzaken                                      | Orlando van Amson (militairen)                 | vanaf 23 september 1985 |

Op 26 juni 1985 diende het kabinet het ontslag in waarna twee dagen later een nieuw kabinet volgde waarin Udenhout wel premier bleef, maar Erik Tjon Kie Sim hem opvolgde als minister van Buitenlandse Zaken.

## Bezettingsactie en bedreiging door Dankerlui
Nadat Normann Kleine in september 1985 ontslag had genomen was Udenhout tijdelijk tevens minister van Financiën en Planning. Bij een bezettingsactie op 5 december bedreigde minister Dankerlui stakers met een vuurwapen. Enkele dagen later trad Dankerlui af waarbij hij werd opgevolgd door André Koornaar.

## Hoge inflatie
Latere analyses van de regeerperiode-Udenhout lieten uitkomen dat het sociaal-economisch beleid gedurende deze jaren desastreus is geweest voor Suriname met een extreem hoge inflatie, een sterke terugloop van het binnenlands product en de buitenlandse handel, en een buitensporige koopkrachtvermindering voor iedereen die van de binnenlandse geldeconomie afhankelijk was.